# Delphastus catalinae
Delphastus catalinae är en skalbaggsart som först beskrevs av Horn 1895.  Delphastus catalinae ingår i släktet Delphastus och familjen nyckelpigor. Inga underarter finns listade i Catalogue of Life.